# Casa de Chigi

Lema: "Micat In Vertice"
(English: "It shines on the top").

Escudo de armas de Agostino Chigi.

La Casa de Chigi es una familia principesca romana de origen sienés. Descendientes de los condes de Ardenghesca, poseían varios castillos en la región de Maremma, como el de Macerata, en el Sur de Toscana.

## Historia
La primera mención fehaciente de esta familia procede del siglo XIII, Alemanno Chigi, magistrado de la república de Siena. El primer oligarca de la familia fue Mariano Chigi (1439-1504), banquero y dos veces embajador de Siena ante la Santa Sede, siendo papas Alejandro VII y Julio II. Mariano fundó la rama romana de la familia, mientras que la otra rama fue fundada por su hermano Benedetto. Agostino Chigi (1465-1520) fue un rico banquero el miembro más destacado de la familia durante el Renacimiento. Ordenó construir el palacio y los jardines que posteriormente fueron conocidos como la Villa Farnesina, decorados por Rafael y fue famoso por el esplendor de sus fiestas. El papa Julio II lo convirtió en su ministro de Finanzas y le otorgó el privilegio de compartir sus armas, las de la familia Della Rovere, con las suyas propias.
El cardenal Fabio Chigi fue elegido papa en el cónclave de 1655, con el nombre de Alejandro VII, confiriendo el patriciado romano a su familia. Sus hermanos continuaron la saga familiar: Mario en Siena y Augusto en Roma. El hijo de Augusto, Agostino, fue investido en 1659 príncipe del Imperio (Reichsfurst) por el emperador Leopoldo I. Agostino se casó con Maria Virginia Borghese, pariente del papa Borghese y adquirió los principados de Farnese (1658), Campagnano (1661) y Ariccia, donde aún existe el Palacio Savelli Chigi. El papa también tuvo dos sobrinos que fueron cardenales, Flavio I, uno de los principales coleccionistas de arte de la familia y constructor de la Villa Cetinale en 1680 y Sigismondo.
En 1712, el príncipe Augusto, hijo del príncipe Agostino, recibió la dignidad de mariscal hereditario de la Iglesia y guardián de cónclaves, confiriendo a la familia de gran importancia ceremonial en los sepelios de los papas. En la primera década del siglo XVIII, Flavio II se convirtió en cardenal. En el siglo XIX, Flavio III, hermano del príncipe Sigismondo Chigi se convirtió en cardenal y nuncio en Francia. Agostino Chigi (1710-1769) se casó en 1735 con Giulia Albani, heredera de la Familia Albani, familia patricia veneciana, de supuesto origen albanés, con lo que el apellido Albani se unió al Chigi.
El príncipe Sigismondo Chigi Albano della Rovere (1798-1877), Principie de Campagnano tuvo un hijo, don Mario Chigi, y cuatro hijas: Theresa, casada con el Duque de Torlonia; Maria, casada con el Príncipe Giuseppe Giovanelli; Angiola, casada con el conde Fabio Bonaccorsi y Virginia, casada con el marques Galeazzo Guidi. El hermano del príncipe Sigismondo, Flavio III (1810-1885), fue hecho cardenal el 22 de diciembre de 1873, con el título de Santa Maria del Popolo. Había sido nuncio papal en Francia en la década de los 1860s.
El príncipe Mario Chigi Albano della Rovere sucedió a su padre en 1877 y fue Mariscal de la Iglesia en el cónclave de 1878. Se casó con Antoinette, hija del príncipe Louis de Sayn-Wittgenstein en 1857, con quien tuvo tres hijos: Agostino, Ludovico y Eleonora. Ludovico Chigi Albani della Rovere (1866-1951), hijo del príncipe Mario y de Antoinette fue gran maestre de la Orden de Malta de 1931 a 1951. Se había casado con Donna Anna Aldobrandini, princesa de Sarsini, con quien tuvo tres hijos: Sigismondo, Petro y Laura. El príncipe Ludovico fue mariscal de los cónclaves de 1922 y de 1939.
El príncipe Sigismondo Chigi, mariscal hereditario de la Iglesia, fue hijo del príncipe Ludovico Chigi Albani della Rovere, fue hijo de los anteriores. Tuvo un hijo, don Agostino Chigi Albani della Rovere (1929-2002) y una hija, la princesa Francesca. Fue mariscal de los cónclaves de 1958 y de 1963. El título de mariscal de cónclave, al que los Chigi habían accedido en 1712, sucediendo a la familia Savelli, fue abolido por Pablo VI mediante el motu proprio Pontificalis Domus, el 28 de marzo de 1968.
La familia posee vastas propiedades en Siena. El Palacio Chigi en la Via del Corso de Roma es la sede del gobierno de Italia. El mausoleo de la familia se encuentra en la capilla Chigi de la Basílica de Santa María del Popolo en Roma, obra de Rafael Sanzio y de Gianlorenzo Bernini. El representante de la familia es el Príncipe Mario Chigi, Príncipe Chigi-Albani Della Rovere (n. 1929), y su heredero es el príncipe Flavio Chigi-Albani Della Rovere.